# 前745年
| 千纪： | 前1千纪 |
| 世纪： | 前9世纪 \| 前8世纪 \| 前7世纪 |
| 年代： | 前770年代 \| 前760年代 \| 前750年代 \| 前740年代 \| 前730年代 \| 前720年代 \| 前710年代 |
| 年份： | 前750年 \| 前749年 \| 前748年 \| 前747年 \| 前746年 \| 前745年 \| 前744年 \| 前743年 \| 前742年 \| 前741年 \| 前740年                                                                                            |
| 纪年： | 丙申年（猴年）；周平王二十六年；魯惠公二十四年；齊莊公五十年；晉昭侯元年；秦文公二十一年；楚霄敖十三年；宋宣公三年；衛莊公十三年；陳文公十年；蔡宣公五年；曹桓公十二年；鄭武公二十六年；燕鄭侯二十年；杞武公六年 |

## 大事記
- 晉國封姬成師於曲沃，是為曲沃桓叔。[1]

## 逝世
- 陳文公，陳國國君。[2]